# شهرستان سالت‌لیک (یوتا)

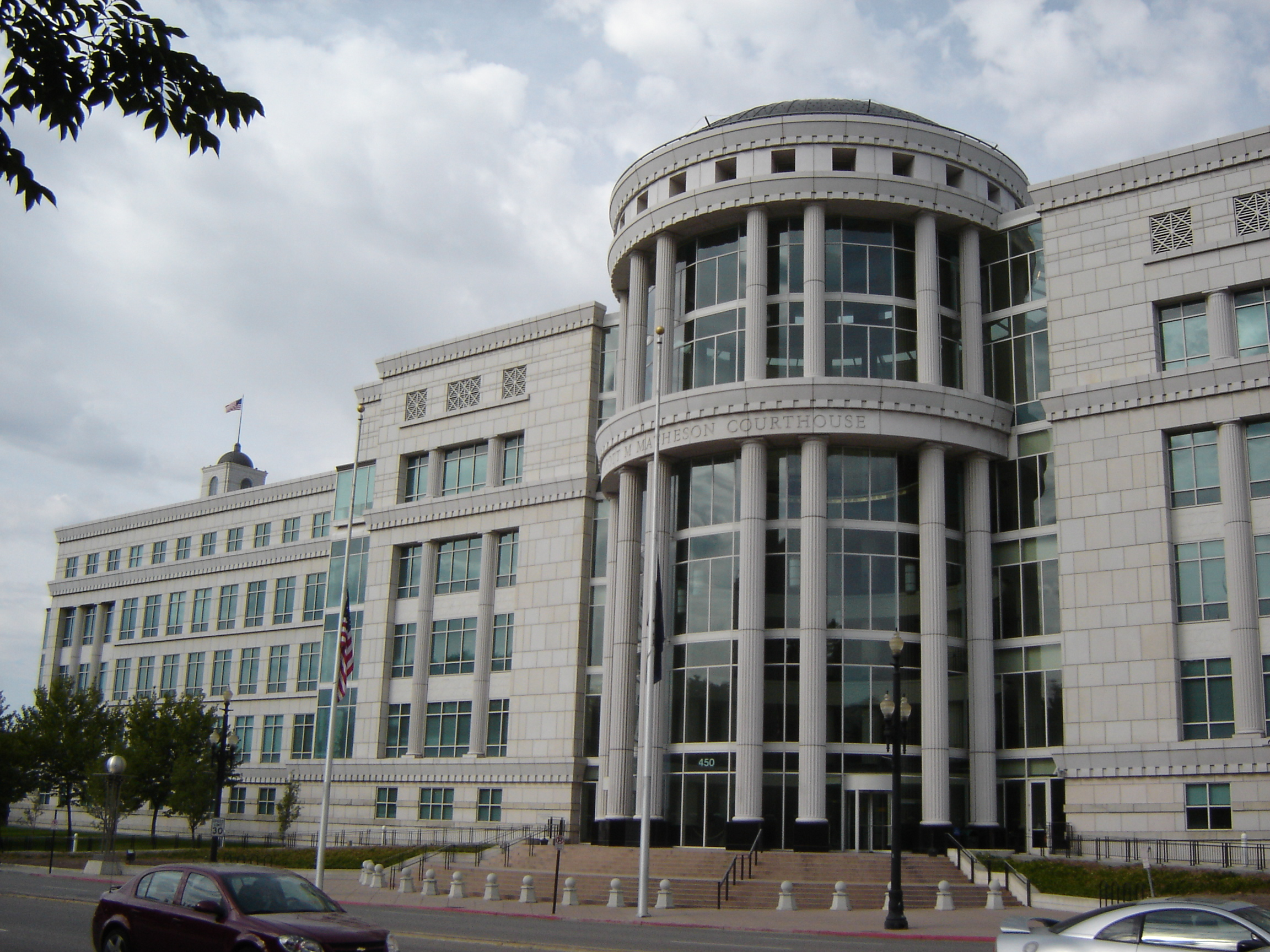
نمایی از ساختمان دادگاه شهرستان سالت‌لیک، یوتا - ۲۰۰۹

شهرستان سالت‌لیک، یوتا یکی از شهرستان‌ها ایالت یوتا است. این شهرستان جمعیتی حدود ۱.۰۲۹.۶۵۵ نفری دارد (بر طبق آمار سال ۲۰۱۰) که بر طبق این ارقام، سالت‌لیک پرجمعیت‌ترین شهرستان ایالت یوتا شناخته می‌شود. مرکز این شهرستان و بزرگ‌ترین شهرش، شهر سالت‌لیک‌سیتی است.

## پیوند
- وب‌گاه رسمی